# Чальвири
Чальви́ри (исп. Salar de Chalviri) — солончак в Боливии, расположенный в Национальном заповеднике андской фауны Эдуардо-Абароа, на юге департамента Потоси, на высоте 4435 м над уровнем моря. Площадь около 1000 км².
В западном конце соляной равнины находятся горячие источники Полькес с высоким содержанием минералов. В солончак также впадает несколько водотоков: Гуача и Пурипика на юге и Чальвири на севере. На территории солончака испарение воды достигает 914 мм, что в 15 раз больше количества осадков.
С юго-запада солончак ограничивает отдельностоящая гора Боратера-де-Чальвири (Полькес), высотой 5470 м.